# 藤本真未
藤本 真未（ふじもと まなみ、1989年10月8日 - ）は、フリーアナウンサー、元太田プロダクション所属。

## 来歴・人物
聖心女子大学在学中の2012年には、第17回新橋こいち祭の「ゆかた美人コンテスト」に出場、準グランプリに輝いた。また2013年には、株式会社ハクビが運営する「ゆかたクイーンコンテスト」で準ゆかたクイーンに選ばれている。
大学在学中、日本テレビイベントコンパニオン 28期として活動した経験を持つ。
日本テレビイベントコンパニオンの同期には、赤木野々花（NHKアナウンサー）、梅田澪理（元テレビユー福島アナウンサー）、平山雅（中京テレビアナウンサー）、大重麻衣（元広島ホームテレビアナウンサー）、松井くらら（元福岡放送アナウンサー）らがいる。
2014年4月には、南日本放送（MBC）にアナウンサーとして入社。在籍中には、放送対象地域の屋久島を、担当番組の取材で頻繁に訪れていた。
2017年10月31日付でMBCを退社。翌11月1日より、東京メトロポリタンテレビジョン（TOKYO MX）報道局（当時は「報道情報局」）報道部のアナウンサーとして移籍。2019年9月まで『TOKYO MX NEWS』内の中継コーナー「イブニングライブ」、20:56の定時ニュースを担当していた。翌10月1日からは平日お昼の定時ニュースを担当。
2020年4月3日から9月25日まで『news TOKYO FLAG』の金曜日MCを担当し、同年10月1日からはキャスターとして出演していた。
2021年3月31日をもってTOKYO MXを退社し、翌4月1日より太田プロダクションに所属している。
2024年5月31日をもって太田プロダクションを円満退所し、独立した。
2025年2月18日、一般男性と結婚。

## 出演
舞台
- 溝ノ口劇場プロデュース公演「100年越しの初恋 vol.3」（2023年8月8日 - 8月14日、溝ノ口劇場） - 北条美沙子 役

- 溝ノ口劇場プロデュース公演「100年越しの初恋 vol.4」（2024年7月30日 - 8月5日、溝ノ口劇場） - 北条美沙子 役

テレビドラマ
- 夫を社会的に抹殺する5つの方法 第4話（2023年1月11日 - 、テレビ東京） - 司会者 役

TOKYO MX
- TOKYO MX NEWS（2017年11月 - ）
  - 「イブニングライブ」リポーター（18時台、2017年11月 - 2019年9月3日）・20:56のニュース（2017年11月 - 2019年9月30日）[7]
  - 気象キャスター（18時台、2018年12月11日・12日）[注 1]
  - 平日夕方サブキャスター（2019年2月11日 - 15日）[注 2]
  - 11:40・12:55・14:27のニュース（2019年10月1日 - 2020年3月27日）[7]
  - 09:59・14:58のニュース（2020年4月1日 - 5月29日） - 月〜木曜日キャスター[10]
  - 11:55・13:58のニュース
    - 月〜木曜日キャスター（2020年4月1日 - 6月25日）[10]
    - 月〜水曜日キャスター（2020年6月29日 - 2020年9月30日）
    - 不定期11:55・13:58担当（2020年10月1日〜2021年3月31日）

  - 20:56のニュース（2020年4月3日 - 9月25日） - 金曜日キャスター[10]
- TOKYO MX NEWS 高校野球ハイライト（2020年度） - 金曜日キャスター
- news TOKYO FLAG（2020年4月3日 - ）
  - 金曜日メインキャスター（2020年4月3日 - 9月25日）
  - キャスター（2020年10月1日 - ）
- Medical News Line（MedPeer Channel、2019年11月5日 - 2021年3月31日）[11]
  - 平日キャスター（2019年11月5日 - 2020年3月31日）
  - 月〜木曜キャスター（2020年4月1日 - 2021年3月31日）

MBCテレビ
- 鹿児島マラソン2017 スーパーダイジェスト （2017年3月6日）
- 秋だ！祭りだ！第65回おはら祭 生中継！ （2016年11月3日）
- どーんと鹿児島
  - 「リオに吹いた！鹿児島の風」 （2016年8月24日）
- まっちゃん・加来さんのおもしろ薩長同盟 （MBC・tys共同制作、2016年5月25日） -アシスタント
- JNN西日本10局ネット特別番組 ぐっさんとゆく！幕末温泉 （2015年11月23日） -アシスタント
- 北海道の物産と観光展 （2015年11月1日） -リポーター
- 光と風とナポリ祭 （2015年5月3日、2017年5月3日）
- ときめきワイド（2015年4月-2016年3月）
- 任せて安心！税理士さん （2015年-2017年）
- プラチナ映像アワード （TBS 、2015年1月11日）
- 森田さんのニッポンの初日の出（TBS、2015年1月1日） -MBCからの中継レポーター
- かごしま24 （2014年8月 - 2016年9月）
- ズバッと!鹿児島 （2016年4月4日 - 2017年10月）
- かごしま4 （2014年10月-2017年10月）
- 国保でHOT情報
- MBCニュース （2014年7月-2017年10月）

以下の番組は、毎日放送（南日本放送と同じTBS系列局）の制作で2016年10月15日に生放送。毎日放送が開局65周年記念企画の一環で実施していた「ドリームズ・カム・クルーズ」（クルーズ客船「ぱしふぃっくびいなす」のチャーターによる神戸港発着・3泊4日のスペシャルツアー）の最終目的地が屋久島だったことから、島内のガイド役として出演した。
- せやねん!（関西ローカル番組） - ヤクスギランドからの中継アシスタント
- あっぱれ!屋久島ツアー 神秘の島でパワーをもらっちゃおうスペシャル - 南日本放送との共同制作による特別番組で、同局でも第2部（12:59以降のパート）のみ同時ネット。

MBCラジオ
- 平和の花束 （2015年-2016年）
- 暮らしと税理士（2015年 -2016年）
- こんにちは!法人会です （2016年10月-2017年10月）
- やくしまじかん（2015年7月4日-2017年10月）
- MBC50ニュース （2014年6月-2017年10月）

その他
- 週刊プレイボーイ
  - 全国新人美女アナ図鑑2014（2014-51号）
- 海と日本プロジェクト in KAGOSHIMA（2017年）